# Politique au Nigeria
Le Nigeria est une république fédérale multipartite à régime présidentiel, où le président est à la fois chef de l’État et chef du gouvernement. Le pouvoir exécutif est assuré par le président, tandis que le pouvoir législatif est partagé entre le gouvernement et les deux chambres du parlement, le Sénat et la Chambre des représentants.

## Principes généraux
Le Nigéria est une république fédérale. Elle est constituée de 36 états et du territoire de la capitale fédérale, autour d’Abuja.
La Constitution de la Quatrième République, adoptée en 1999, est tirée de celle de 1979, elle-même inspirée de la constitution des Etats-Unis d’Amérique.

## Pouvoir exécutif
Le Président du Nigéria est élu au scrutin uninominal majoritaire à deux tours, tous les quatre ans.
| Fonction                        | Nom             | Parti | Depuis      |
| ------------------------------- | --------------- | ----- | ----------- |
| Président de la République      | Bola Tinubu     | APC   | 29 mai 2023 |
| Vice-président de la République | Kashim Shettima | APC   | 29 mai 2023 |

## Pouvoir législatif
Les électeurs nigérians élisent en même temps les membres de l’Assemblée nationale, composée de deux chambres d’une chambre haute, le Sénat, et d’une chambre basse, la Chambre des représentants. Le Sénat compte 109 sénateurs, à raison de trois par Etat, et 360 représentants siègent à la Chambre. Les représentants sont élus au sein de circonscriptions, dont le nombre varie selon les Etats. Lagos compte ainsi 24 députés, tandis que le petit Etat de Bayelsa n’en élit que cinq. Les gouverneurs des Etats, qui jouent un rôle particulièrement important au Nigéria, sont élus tous les quatre ans selon le même mode de scrutin que le Président. Ils soumettent les actes qui relèvent de leurs compétences à l’Assemblée de l’Etat (House of Assembly). A l’échelon local, les Local Government Areas (LGA) disposent de leur propre pouvoir exécutif, ainsi que d’une assemblée. Les LGA, les Etats fédérés et le gouvernement fédéral forment les trois « tiers » de l’Etat nigérian.

## Partis politiques et élections
Depuis la fin de la dictature militaire, le Nigéria était gouverné par le Parti démocratique populaire. Trois chefs d’Etat ont été élus sous ses couleurs : Olusegun Obasanjo, Umaru Yar’Adua et Goodluck Jonathan.
Le président Buhari, a été élu, en mars 2015, avec le soutien de l’All Progressives Congress, coalition créée en 2013. Il a été réélu le 23 février 2019 avec 55,6 % des suffrages et un taux de participation historiquement bas (35,6 % des inscrits). Son principal opposant était Atiku Abubakar, candidat du PDP et vice-président d’O. Obasanjo, de 1999 à 2007. L’APC détient la majorité dans les deux assemblées et contrôle 22 des 36 Etats.

## Pouvoir judiciaire
Le Nigeria connaît plusieurs système légaux différents : le droit anglais (héritée de la colonisation par le Royaume-Uni), la Common law, la loi constitutionnelle (développées au cours de la période post-coloniale), la Customary Law établie par les chefferies traditionnelles et la Charia (en vigueur dans les États musulmans du nord).
La plus haute instance judiciaire est la Cour suprême.

## Armée

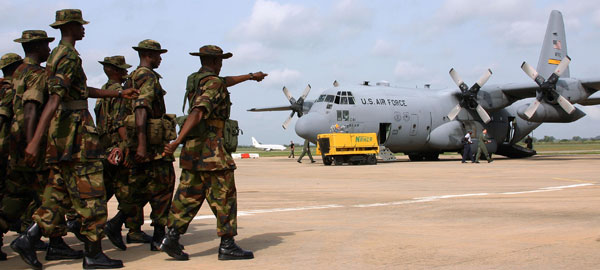
Troupes nigérianes

L’armée nigériane a joué un rôle majeur dans l’histoire du pays, qui connut plusieurs gouvernements militaires, dont le dernier prit fin en 1999, après la mort de Sani Abacha en 1998.
L’armée de terre a participé à des opérations de maintien de la paix au Liberia, en ex-Yougoslavie, en Angola, au Rwanda, en Somalie et en Sierra Leone.
Après l’embargo observé par de nombreux États occidentaux, le Nigeria s’est tourné essentiellement vers la République populaire de Chine, la Russie, la Corée du Nord et l’Inde pour l’acquisition d’armement.

## Rapports chrétiens-musulmans
Le pays est profondément divisé entre le nord musulman et le sud chrétien. Des émeutes et des massacres ont éclaté par le passé entre les différents clans et tribus liés à l'une ou l'autre religion. En particulier, l'application de la charia dans le nord du pays a suscité la méfiance entre les différentes communautés.